# Mario Cau

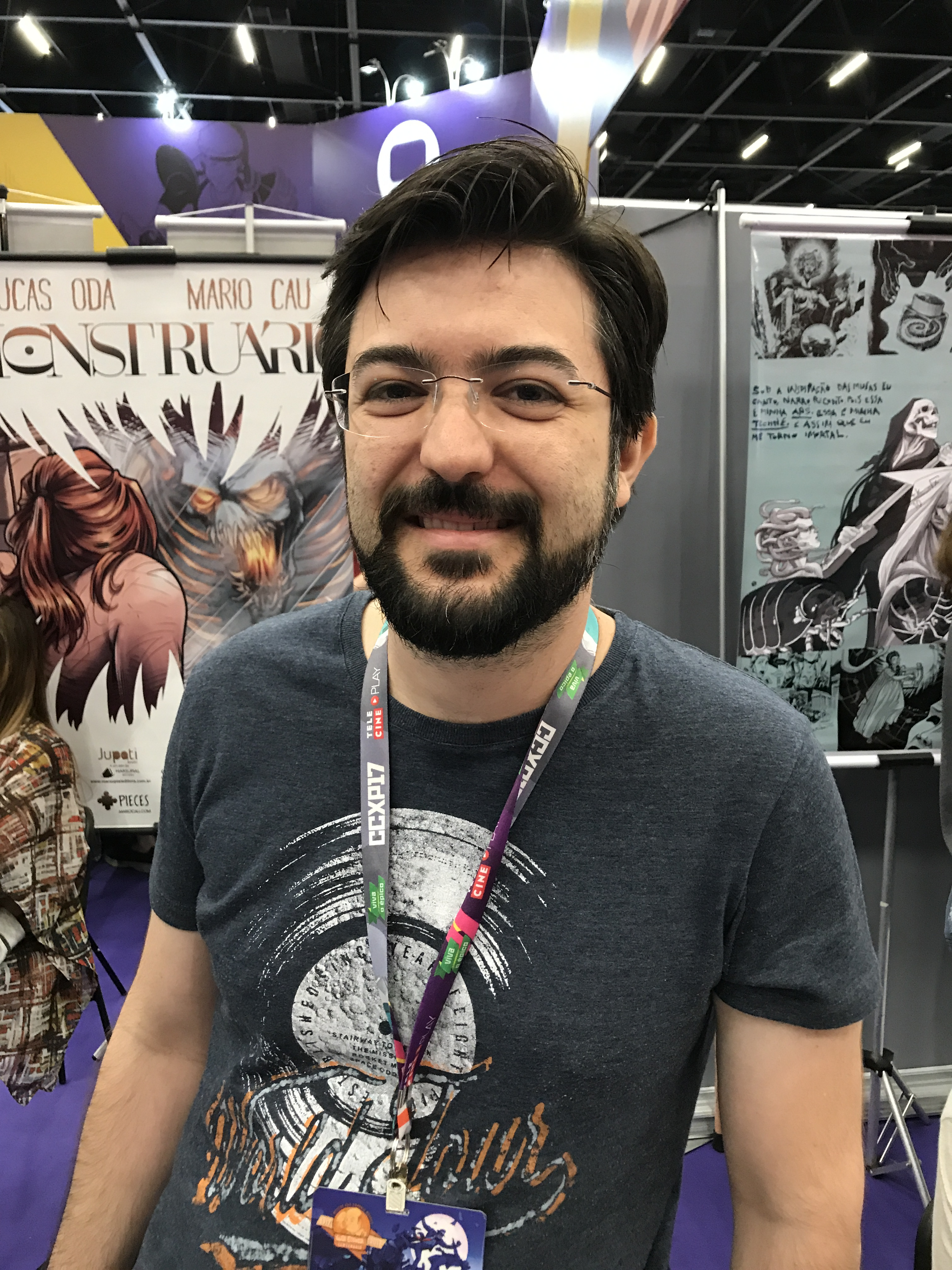
Mario Cau bei der Comic Con Experience 2017

Mario Cau ist ein brasilianischer Comiczeichner. Eine der bekanntesten Arbeiten ist der von 2011 bis 2018 veröffentlichte Webcomic Terapia (Therapie, mitgestaltet von Rob Gordon und Marina Kurcis) über die Psychotherapie-Sitzungen eines namenlosen Jungen. Dieser Webcomic wurde 2012 und 2014 als bester Webcomic mit dem Troféu HQ Mix ausgezeichnet. Mario gewann 2013 den Prêmio Jabuti (der traditionellste brasilianische Literaturpreis) in den Kategorien „beste Illustration“ und „bestes Schulbuch“ durch die Comicadaption des Klassikers Dom Casmurro (gemeinsam mit Felipe Greco).